# Carlos Schneeberger
Carlos Alberto „El Gringo/Montón de letras” Schnëeberger Lemp (ur. 21 czerwca 1902 w Lautaro, zm. 1 października 1973 w Temuco) – chilijski piłkarz grający na pozycji napastnika.
Karierę klubową rozpoczął w szkolnej drużynie Liceo de Temuco. Później kontynuował karierę w bardziej znanych klubach: CSD Colo-Colo oraz Green Cross. W reprezentacji Chile grał na przełomie lat 20. i 30. Grał w kadrze narodowej na igrzyskach olimpijskich 1928 w Amsterdamie oraz na mistrzostwach świata 1930, gdzie był jednym z wyróżniających się graczy na prawej stronie ataku.